# 関東テキヤ一家 喧嘩火祭り
『関東テキヤ一家 喧嘩火祭り』（かんとうてきやいっか ごろめんひまつり）は、1971年2月13日に公開された日本の映画。監督は鈴木則文、主演は菅原文太。

## 概要
『関東テキヤ一家シリーズ』第4作。
キャッチコピーは“命を捨てりゃァ男の花が真っ赤に咲くぜ！”、“岐阜・秩父祭りを斬り裂く文太”、“ご存知テキヤシリーズ第4弾!!”。

## スタッフ
- 監督：鈴木則文
- 企画：俊藤浩滋、佐藤雅夫
- 脚本：鈴木則文、志村正浩
- 撮影：鷲尾元也
- 美術：富田治郎
- 音楽：菊池俊輔
- 録音：中山茂二
- 照明：北口光三郎
- 編集：堀池幸三
- 助監督：皆川隆之
- スチール：杉本昭三

## キャスト
- 国分勝：菅原文太
- 滝川静枝：野川由美子
- 巽鋭次：渡瀬恒彦
- 辻則子：上岡紀美子
- ハイジャッキ：賀川雪絵
- 鉄：岡八郎
- 大薮幸次：楠本健二
- 山崎卓治：高宮敬二
- テンコ：小山陽子
- デブ夫人：佐々木梨里
- お雪：山口めばる
- 福井国男：大木晤郎
- 権藤義一：林彰太郎
- 金沢勲：鈴木金哉
- ゲバ梵：畑中伶一
- ギャング：江上正伍
- 藤波幸男：野口貴史
- 小野昭介：八尋洋
- 塚本和朗：川谷拓三
- 平吉：高並功
- 秀：秋山勝俊
- 宮地利三郎：永田光男
- 笹木虎男：関根永二郎
- 星村剛：矢奈木邦二郎
- 長井伴造：疋田泰盛
- 国松源吉：中村錦司
- 咲子：丸平峰子
- 土屋：蓑和田良太
- 猪子健一：北村晃一
- 大門大五郎：汐路章
- 老婆：日高綾子
- 槌田の子分：福本清三
- キャバレーのボーイ：森谷譲
- 張元：疋田泰盛、村田玉郎、松原健司
- キャバレー支配人：宮城幸生
- オカマ：池田謙治
- 矢崎為吉：加賀邦男
- 佐貫五郎：南利明
- 槌田竜次郎：名和宏
- 犬飼刑事：遠藤辰雄
- 篠原卓：梅宮辰夫

## 同時上映
『博奕打ち いのち札』
- 主演：鶴田浩二